# Пигмалион (краљ)
Пигмалион (грч. Πυγμαλιων) је био краљ Тира у периоду од 831. до 785. године пре нове ере и син краља Матана I (840–832. п. н. е.).
Током Пигмалионове владавине, Тир је померио центар своје трговачке империје са Блиског истока на Медитеран, као што се може судити из изградње нових колонија, укључујући Китион на Кипру, Сардинија, Картагина. 

## Име
Грчки облик имена је идентификован као феничански Пумајатон (или Пумаииатан). Ово име је забележено епиграфски, као 𐤐𐤌𐤉𐤕𐤍 , пмитн. Међутим, овај историјски Пумајатон био је кипарски „краљ Китиона, Идалиона и Тамаса“, а не Тира, и живео је неколико векова након наводног живота Пигмалиона из Тира.
Постоји и епиграфска потврда имена пгмлин (𐤐𐤂𐤌𐤋𐤉𐤍) пронађена на натписима као што је Дуимесов медаљон. Ово може или сугерисати алтернативну феничанску етимологију за име, или једноставно може бити феничански покушај транслитерације грчког облика имена; иако у случају Доуимесовог медаљона, претпостављена старост артефакта може представљати неке потешкоће за потоњу хипотезу.
Пигмалионови датуми су изведени из Јосифовог Против Апиона I.18, где Јосиф Флавије цитира феничанског историчара Менандра: "Пигмалион . . . . . . живео педесет и шест година, и царовао четрдесет седам година. Сада, у седмој години његове владавине, његова сестра је побегла од њега и саградила град Картагину у Либији".
Пигмалионови датуми, ако је веровати овом наводу, стога зависе од датума оснивања Картагине. Овде древни класични извори дају две могућности: 825. п. н. е. или 814. п. н. е. Датум 814. потиче од грчког историчара Тимеја (око 345–260. п. н. е.), и то је година која се чешће прихвата. Датум из 825. је преузет из списа Помпеја Трога (1. век пре нове ере), од које је четрдесет четири књиге Филипинска историја је опстала само у скраћеном облику у делима римског историчара Јустина. У чланку из 1951. године, Ј. Ливер је тврдио да датум 825 има извесну веродостојност јер се с њим слаже и протекло време између тог датума и почетка изградње Соломоновог храма, дато као 143 године и 8 месеци у Менандру/Јосефу. веома блиско са датумом отприлике 967. п. н. е. за почетак изградње Храма као што је изведено из 1. Краљевима 6:1 и датумом који већина историчара наводи за крај Соломонове четрдесетогодишње владавине, тј. 932. или 931. п. н. е.. Међутим, ако је почетно место 814. п. н. е., мерење уназад 143 или 144 године се не слаже са овим библијским датумом.
Ливер је навео други разлог у корист датума 825, који се односи на горе поменути натпис Салманасера III, краља Асирије, где је поменуто да су филолошке студије изједначиле овог Ба'ли-манцера са Балазером (Баал-Езер II) , деде Пигмалиона. Најбољи текстови Менандра/Јосефа Флавија дају шест година за Балазероса, након чега следи девет година за његовог сина и наследника Матана (Матан I), чинећи 22 године између почетка Балазерове владавине и седме године Пигмалиона. Ако се ове 22 године мере уназад од 814. п. н. е., оне су мање од датума из 841. потребног за Балазерово одавање почасти Шалманасеру. Међутим, са датумом 825, Балазерова последња година била би око 841. п. н. е., време одавања почасти Шалманасеру.
Ова два споразума, један са асирским натписом, а други са библијским подацима, показали су се прилично убедљивим за научнике као што су Ј. М. Пенуела, Ф.М. Крос., и Вилијам Х. Барнес. Пењуела истиче да следеће разматрање помирује два датума за Картагину изведена од класичних аутора: 825. година пре нове ере била је година када је Дидона изградилаТир, а Картагину је пронашла тек 11 година касније, 814. п. н. е.. Јосиф Флавије, цитирајући Менандра, каже да је „у седмој години Пигмалионове владавине његова сестра побегла од њега и саградила град Картагину у Либији“ (Против Апиона 1:18). Овде се помињу два догађаја: бекство из Тира и оснивање Картагине. Коришћени језик би сугерисао да је то био први од ових догађаја, Дидонин бег, који се догодио у Пигмалионовој седмој години. 
Између два догађаја догодило се следеће: Дидона и њени бродови су упловили на Кипар, где је око 80 људи са њом узело жене. На крају су Тиријани стигли на северну обалу Африке, где су добили дозволу за изградњу на острву у луци места где је на крају била изграђена Картагина. Пенуела цитира Страбона да покаже да је тада прошло неко време пре оснивања Картагине: "Картагина није одмах основана. Заиста, острво је насељено да је претходно утврђено у луци. Напустила је то место где је изградила утврђење пре рата против Африканаца, који ју је бранио од напада са мора. " Јустин (18: 5 10-17) такође помиње време на овом острву, и каже да су га изградили Дидона и њена свита. На крају је постигнут мир са становницима на копну, а Тирејци су добили дозволу за изградњу града. 
Ово разумевање хронологије везане за Дидоне и њене изградње резултирало је следећим датумима везанима за Пигмалиона, Дидону и њихових непосредних односа, како су изведени од Ф. М. Крос и ВМ. Х. Барнес: 
- Баал-Есер II 846-841. п. н. е..
- Маттан I 840-832. п. н. е..
- 831. п. н. е.: Пигмалион почиње да влада
- 825. п. н. е.: Дидо бјежи у гуми у 7. години Пигмалиона
- 825. п. н. е. и неко време након тога: Дидона и пратња на Кипру
- Између 825. п. н. е. и 814. п. н. е.: Тиријани граде насеље на острву Котхон
- 814. п. н. е..: Дидона је утврђује Картагину на копну
- 785. п. н. е..: Смрт Пигмалиона